# Amsterdams Openbaar Vervoer Museum
De Stichting Amsterdams Openbaar Vervoer Museum (AOM) was een organisatie in Amsterdam die oude, niet meer regulier in dienst zijnde, trams verzamelde en er van 1988 tot 2005 ritten voor publiek mee maakte op het Amsterdamse stadstramnet.
De stichting AOM, niet te verwarren met de Amsterdamse Omnibusmaatschappij (1872-1899) of met de Electrische Museumtramlijn Amsterdam (EMA; sinds 1975), werd opgericht in 1987 en werkte samen met de Stichting Museum Streek- en stadsautobussen Amsterdam (MUSA; sinds 1975).
De organisatie kocht in de periode 1988-2005 een aantal trams uit verschillende landen aan, knapte deze zo nodig op en hield toeristische tramritten in Amsterdam. Naast Amsterdamse museumtrams werden er trams uit Den Haag (PCC-cars 1180, 1187, 1193 en 1321), Rotterdam (gelede wagens 608, 1602 en 1605), Duisburg (partytram 208), Kassel (212, 218 + 511, 303, 305 en 310), Wenen (110 + 1810) en Graz (214 + 350B) ingezet.
In 2002 was er een plan van AOM en andere Amsterdamse organisaties die zich bezighielden met oude trams, bussen en veerponten om te fuseren tot één grotere organisatie, dit is niet doorgegaan.
De trams van het AOM stonden vanaf 1988 opgesteld in Garage Oost aan de Transvaalkade en vanaf 1996 ook in de Remise Tollensstraat. De garage en de remise werden echter in 2005 ontruimd, de Gemeente Amsterdam heeft de trams toen laten overbrengen naar een loods in Amsterdam-Noord.
De stichting werd in juni 2010 failliet verklaard. De in 1965 opgerichte Tramweg-Stichting nam in september 2010, met hulp van de gemeente en donateurs, de Amsterdamse museumtrams uit de boedel van AOM over. Hiervoor heeft de Tramweg-Stichting de Stichting Beheer Collectie Amsterdam Vervoer Museum (AVM) opgericht. De trams werden vervolgens vanuit de opslag in Amsterdam-Noord naar andere locaties overgebracht.

## Tramcollectie in 2010 naar de Tramweg-Stichting
Amsterdamse trams:
- 15 motorwagens: 1 (ex-GTU 75), 144, 236, 321 (ex-H1), 340 (ex-H42), 454, 464, 467, 468, 469, 891, 903, 909
- 10 bijwagens: 721 (= 776), 739, 748, 807, 816, 946, 958, 961, 968
- 7 gelede wagens: 586, 602, 665, 709, 734, 776, 869
- 11 werkwagens: H41 (ex-329), H43 (ex-322), H45 (ex-354), P7 (ex-H37), Rr2, SL2, Sv1, Sv2; H11 (ex-999), H14, H17 (ex-780)
- 1 dieselloc: H81
- 4 incomplete wagenbakken: 133, 606, 679, proeflagevloermiddenbak (ex-886)

8 trams van elders:
- 2 Haagse trams: 1308, 2104
- 5 Kasselse trams: 212, 269, 282, 305, 310
- 2 Weense trams: 110, 1810 en een draaistel